# Štěpánkovice
Štěpánkovice – wieś w Czechach, w kraju morawsko-śląskim, w okresie Opawa. Według danych z dnia 1 stycznia 2010 liczyła 3111 mieszkańców. We wsi znajduje się przystanek kolejowy Štěpánkovice.
Miejscowość została po raz pierwszy wzmiankowana w dokumencie króla czeskiego Przemysła Ottokara II z 3 lutego 1265, w którym nadał on wsie Krzanowice i Štěpánkovice rycerzowi Herbordowi, stolnikowi biskupa ołomunieckiego, oraz tę pierwszą zezwolił lokować jako miasto na prawie głubczyckim.
Po wojnach śląskich miasto znalazło się w granicach Prus. Od 1818 w nowym powiecie raciborskim. Wieś zamieszkana była przez tzw. Morawców i jako część tzw. kraiku hulczyńskiego w 1920 została przekazana Czechosłowacji.